# 魏瑟特 (內布拉斯加州)
魏瑟特（英語：Weissert）是位於美國內布拉斯加州卡斯特縣的非建制地區。

## 歷史
魏瑟特的郵局自1892年營運至今。

## 地理
魏瑟特所處的海拔為高於海平面740米（即2428英呎），而該地所採用的時區為UTC-6，即北美中部时区（CST）。同時該地設有夏令時間，為UTC-6調快一小時，即UTC-5（CDT）。